# Coryphomys
Coryphomys — вимерлий рід гризуна, відомий за субфосильними рештками, знайденими на Тиморі. Відомо два види: Coryphomys buhleri та Coryphomys musseri. Археологічні дослідження на Східному Тиморі виявили кістки щурів вагою до 6 кілограмів у дорослому віці. Здається, вони вимерли між 1000 і 2000 роками тому, можливо, через масштабне вирубування лісів для землеробства.